# باسم الملك: قصة حصار الزنزانة (فلم)
باسم الملك: قصة حصار الزنزانة (بالإنجليزية: In the Name of the King: A Dungeon Siege Tale) هو فيلم أكشن وفانتازيا تم انتاجه في الولايات المتحدة وألمانيا وكندا وصدر سنة 2007 بطولة بيرت رينولدز وجيسون ستاثام وراي ليوتا ورون بيرلمان.

## القصة
تدور قصة الفيلم حول المزارع والزوجة الجميلة وإبنه الشجاع الذين يعيشون حياة بسيطة، بينما يكون هناك مشعوذ يمضي وقته في اغواء أحد الفتيات وتدريب مخلوقات غريبة (الكروجز) علي حمل السلاح والقتال ويجد المزراع البسيط نفسه متورطا في الصراع بعد موت ابنه وخطف زوجته، ويعمل على استعادة زوجته والانتقام لمقتل إبنه.

## الميزانية والايردات
كلف الفيلم ميزانية 60 مليون دولار و حقق ارباح تقدر بـ 13.1 مليون دولار.

## روابط خارجية
- مقالات تستعمل روابط فنية بلا صلة مع ويكي بيانات